# Vico (Córsega do Sul)
Vico é uma comuna francesa na região administrativa de Córsega, no departamento de Córsega do Sul. Estende-se por uma área de 52,13 km². 